# Collarenebri Airport
Collarenebri Airport är en flygplats i Australien. Den ligger i kommunen Walgett och delstaten New South Wales, i den sydöstra delen av landet, omkring 540 kilometer nordväst om delstatshuvudstaden Sydney. Collarenebri Airport ligger 144 meter över havet.
Trakten runt Collarenebri Airport är nära nog obefolkad, med mindre än två invånare per kvadratkilometer.. Närmaste större samhälle är Collarenebri, nära Collarenebri Airport.
Omgivningarna runt Collarenebri Airport är i huvudsak ett öppet busklandskap. Genomsnittlig årsnederbörd är 466 millimeter. Den regnigaste månaden är februari, med i genomsnitt 90 mm nederbörd, och den torraste är oktober, med 6 mm nederbörd.